# DRIVING ALL NIGHT
「DRIVING ALL NIGHT」（ドライヴィング・オール・ナイト）は、日本のシンガーソングライターである尾崎豊の5枚目のシングル。
1985年10月21日にCBSソニーからリリースされた。作詞・作曲は尾崎が行い、プロデュースは須藤晃が担当している。前作「卒業」（1985年）よりおよそ10か月ぶりにリリースされた。尾崎の初著書『誰かのクラクション』の内容を原型としており、学校のような管理された環境から抜け出した尾崎の焦燥感や無力感が表現された曲である。
3枚目のアルバム『壊れた扉から』（1985年）からの先行シングルであるが、シングル盤には1985年8月25日の大阪球場公演におけるライブバージョンが収録され、スタジオ録音バージョンは同アルバムにて初収録となった。アルバムにおいては「Driving All Night」と小文字表記となっている。
オリコンチャートでは最高位9位となった。1984年頃よりライブにて演奏され、その後ほぼ全てのライブで演奏される定番曲となった。

## 背景
2枚目のアルバム『回帰線』（1985年）リリース後、尾崎は全国ツアーとなる「TROPIC OF GRADUATION TOUR」を同年5月7日の立川市民会館を皮切りに、39都市39公演が実施した。
ツアーファイナルには追加公演として8月25日に大阪球場でライブが行われ、2万6000人を動員した。当時の日本における音楽シーンで球場での単独コンサートが可能なミュージシャンは極僅かであり、とりわけロックミュージシャンでは1978年の後楽園球場公演を行った矢沢永吉など極少数であったが、尾崎はデビューからわずか1年8か月でスタジアムライブを実現させる事となった。また、チケットは即日完売となった。

## 音楽性と歌詞
本作は同時期に放送開始された東海ラジオ放送のラジオ番組および番組での口述をまとめた尾崎初の著書となる『誰かのクラクション』（1985年）の内容から発展させて制作された。同書籍には「今日一日が、まるでちっぽけだというように、カレンダーには、日にちが、有りあまっているように見えた」という一節があり、その内容が歌詞中の「ちっぽけな日々がありあまる壁から逃れるように」という一節に変化、そのため「ありあまる壁」とは壁に掛かったカレンダーの事を指している。
須藤は本作に関してライブにおいては「すごくカッコイイ曲だった」と述べたものの、同じくアルバム収録曲となった「Freeze Moon」と同様に「自己破壊の歴史というか、ちょっと終末的なものを感じさせる曲になっている」とも述べている。また本作には焦燥感や無力感が表れていると須藤は述べ、「今夜俺誰のために生きてるわけじゃないだろ」という一節が素晴らしい言葉であると称賛したものの、本作が表現する内容は終末に向かっており、物を創作する方向には向かっておらず「すごく刹那的な生き方で、刹那的な人生観だと思う」と危機感を感じていた。10代の頃の尾崎は洋楽をほとんど聴いていなかったが、「Freeze Moon」および本作からはジミ・ヘンドリックスやジム・モリソンなどの破滅的な音楽の臭いを強く感じさせると須藤は述べている。
アルバムに収録されたスタジオ録音バージョンにおいても、尾崎はライブ時のようにイントロや間奏部分で強力にシャウトを行っており、本来であればシャウトが多すぎるとしてディレクターやプロデューサーによってカットされる程であったという。尾崎の代表的なロックチューンには「15の夜」（1983年）や「十七歳の地図」（1984年）、「Scrambling Rock'n'Roll」（1985年）などがあるが、本作が最も孤独感が強い曲となっている。
ノンフィクション作家である吉岡忍は著書『放熱の行方』にて、学校という管理された空間から抜け出した尾崎が、空漠とした手ごたえのない日常感覚を感じていると指摘し、一方で世間の胡散臭さを感じながらも自身に確信が持てず自分と現実との間で空回りしているような苛立ちが表現されていると述べている。

## リリース
1985年10月21日にCBSソニーから12インチ・シングルとしてリリースされた。同年11月1日から開始される「LAST TEENAGE APPEARANCE」ツアーにはずみを付けるためにリリースされた。シングル盤はアルバム収録バージョンとは異なり、同年8月25日に行われた大阪球場で演奏されたライブバージョンが収録されている。アルバムバージョンとは異なり、間奏が長くフェイドアウトしない構成となっている。
B面曲「SEVENTEEN'S MAP '85」は、表題曲と同様、大阪球場で演奏された「十七歳の地図」のライブバージョン。題名には「’85」と付いているが、オリジナルの歌詞との違いはない。
1989年3月21日には8センチCDにて再リリースされた。

## アートワーク
ジャケットにはモノクロの尾崎が片膝立ちをしている姿勢の写真が使用されている。右手にはタバコを手に挟んでおり、下に落ちたジッポーを拾おうとしている場面の写真となっている。

## チャート成績
本作はオリコンチャートにおいて最高位9位、登場回数は16回、売り上げ枚数は8.8万枚となった。

## ミュージック・ビデオ
本作のミュージック・ビデオは、大阪球場公演の模様をベースとした内容になっている。ライブ以外の映像は、江東区の有明埠頭で撮影された尾崎がバイクに乗るシーンが使用されている。有明埠頭では交通量の少ない時間帯を狙ってノーヘルメットで疾走する尾崎の姿を撮影していたが、撮影中に第三者によって通報されたパトカーが来る事態となった。監督を務めた佐藤輝を含む撮影班は尾崎のバイクと並走しながら撮影していたが、撮影班が逮捕される事で映像が没収される事を恐れ、尾崎に対し一人で警察に逮捕されるよう指示を出した。逮捕されパトカーに乗せられた尾崎は生来の礼儀正しさも手伝い、「もう2度とやるなよ」と言われた後すぐに開放された。

## ライブ・パフォーマンス
ライブにおいてほぼ欠かさず演奏されており、定番曲となっている。「FIRST LIVE CONCERT TOUR」において3曲目、「"TROPIC OF GRADUATION" ツアー」において2曲目、「"LAST TEENAGE APPEARANCE" ツアー」においては3曲目、「"TREES LINING A STREET" ツアー」において2曲目、「東京ドーム "LIVE CORE" 復活ライブ」において3曲目、「"BIRTH" ツアー」において2曲目、「"BIRTH" スタジアム・ツアー <THE DAY>」において2曲目に演奏された。
須藤は本作と「Freeze Moon」を演奏する際に尾崎が狂気の世界に入ったように狂った瞳になり、本来は礼儀正しい尾崎がイントロが開始すると別人のようになってしまうと述べている。この2曲はほぼ全てのライブで演奏され、後にリリースされたライブ・アルバムにも多く収録される事となった。

## シングル収録曲
| 全作詞・作曲: 尾崎豊、全編曲: Yutaka Ozaki & Heart Of Klaxon。 |                                         |        |            |      |
| #                                                              | タイトル                                | 作詞   | 作曲・編曲 | 時間 |
| 1.                                                             | 「DRIVING ALL NIGHT」                   | 尾崎豊 | 尾崎豊     | 6:03 |
| 2.                                                             | 「十七歳の地図'85」(SEVENTEEN'S MAP'85) | 尾崎豊 | 尾崎豊     | 4:42 |
| 合計時間:                                                      | 合計時間:                               | 10:45  |            |      |

## スタッフ・クレジット

### 参加ミュージシャン
シングル版
- 『Yutaka Ozaki & Heart Of Klaxon』
  - 尾崎豊 - ボーカル、ギター
  - 井上敦夫 - キーボード
  - 鴇田靖 - ギター
  - 江口正祥 - ギター
  - 田口政人 - ベース
  - 吉浦芳一 - ドラムス
  - 阿部剛 - サクソフォーン、パーカッション

アルバム版
- 吉浦芳一 - ドラムス
- 田口正人 - ベース
- 江口正祥 - ギター
- 時田喜裕 - ギター、アコースティック・ギター
- 西本明 - ピアノ、シンセサイザー
- 松原博 - シンセサイザー
- 阿部剛 - サクソフォーン
- Rove Bard - コーラス

### スタッフ
シングル版
- 須藤晃 - プロデューサー
- 助川健 - レコーディング・アンジニア、ミックス・エンジニア
- 田島照久 - デザイン、アート・ディレクション、写真撮影
- 蔭山敬吾（CBSソニー） - プロモーション・スタッフ
- 浜野啓介（CBSソニー） - プロモーション・スタッフ
- 福田信（マザーエンタープライズ） - マネージメント
- 田和一樹 - アシスタント・ディレクター

アルバム版
- 須藤晃 - プロデューサー
- 助川健 - レコーディング、ミックス・エンジニア
- 田島照久 - デザイン、アート・ディレクション、写真撮影
- 渡邉茂実 - セカンド・エンジニア
- 大野邦彦 - セカンド・エンジニア
- 中村悦弘 - アシスタント・エンジニア
- 鈴木浩二 - アシスタント・エンジニア
- 田和一樹 - アシスタント・ディレクター
- 笠井鉄平 - マスタリング・エンジニア
- 浜野啓介 - ソニー・レコード・プロモーション・スタッフ

## リリース履歴
| No. | 日付           | レーベル  | 規格      | 規格品番  | 最高順位 | 備考 |
| --- | -------------- | --------- | --------- | --------- | -------- | ---- |
| 1   | 1985年10月21日 | CBSソニー | 12インチ  | 12AH1945  | -        |      |
| 2   | 1989年3月21日  | CBSソニー | 8センチCD | 10EH-3247 | 9位      |      |

## 収録アルバム
スタジオ音源
- 『壊れた扉から』（1985年）
- 『13/71 - THE BEST SELECTION』（2004年）
- 『SATURDAY 〜ROCK'N'ROLL BEST OF YUTAKA OZAKI』（2008年）

ライブ音源
- 『LAST TEENAGE APPEARANCE』（1987年） - 1985年11月15日の代々木オリンピックプール公演から収録。
- 『約束の日 Vol.1』（1993年） - 1991年10月30日の代々木オリンピックプール公演から収録。
- 『MISSING BOY』（1997年） - 1991年5月20日の横浜アリーナ公演から収録。
- 『OSAKA STADIUM on August 25th in 1985 Vol.1』（1998年） - 1985年8月25日の大阪球場公演から収録。
- 『LIVE CORE LIMITED VERSION YUTAKA OZAKI IN TOKYO DOME 1988/9/12』（2013年） - 1988年9月12日の東京ドーム公演から収録。